# Cocotropus keramaensis
Cocotropus keramaensis is een straalvinnige vissensoort uit de familie van fluweelvissen (Aploactinidae). De wetenschappelijke naam van de soort is voor het eerst geldig gepubliceerd in 2003 door Imamura & Shinohara.